# Micrathena quadriserrata
Micrathena quadriserrata là một loài nhện trong họ Araneidae.
Loài này thuộc chi Micrathena. Micrathena quadriserrata được Frederick Octavius Pickard-Cambridge miêu tả năm 1904.